# Liste d'élections en 1813
Chronologie des élections
- 1809
- 1810
- 1811
- 1812
- 1813
- 1814
- 1815
- 1816
- 1817

Cet article recense les élections organisées durant l'année 1813.

Dans les premières années du XIXe siècle, seuls deux pays organisent des élections nationales : le Royaume-Uni et les États-Unis. Au suffrage censitaire masculin.
Le royaume d'Espagne a permis une première élection générale au suffrage universel masculin en 1813, juste avant la restauration d'une monarchie absolue.

## Élections nationales en 1813
Cette section concerne les élections législatives et présidentielles dans un état souverain, éventuellement fédéral, ainsi que leurs principaux référendums.
| Date                        | État       | Élection ou référendum                    | Contexte | Résultat |
| --------------------------- | ---------- | ----------------------------------------- | -------- | --- |
| 3 août 1812 - 30 avril 1813 | États-Unis | Législatives (chambre (en) et sénat (en)) |          | Le Parti républicain-démocrate (antifédéraliste, républicain (en)), du président James Madison, conserve sa majorité absolue des sièges dans les deux chambres. |
| mai - septembre             | Espagne    | Générales (en)                            |          | Cette section est vide, insuffisamment détaillée ou incomplète. Votre aide est la bienvenue ! Comment faire ?                                                   |